# Salkhad
Salkhad (àrab: صلخد, Ṣalẖad) és una ciutat de Síria a la governació d'As-Suwayda, al sud del país (a l'Hawran, antiga Auranítida), capital del districte del mateix nom, un dels tres de la governació. La seva població s'estima en 15.000 habitants (6.476 habitants el 1981). Està propera a la frontera amb Jordània. El seu castell medieval fortificat formava junt amb Bosra (23 km a l'oest) una de les posicions fortificades a l'inici del desert d'Aràbia en la ruta entre la Mediterrània i Bagdad; avui dia en resten les ruïnes.
La fortalesa fou fundada vers 1073/1074 pel xeic dels kalbites Hasan ibn Mismar com a base per atacar Damasc que aleshores era fatimita. Expulsats els fatimites es va establir el sultanat seljúcida amb Tútuix I que va cedir Salkhad i Bosra als seus fills Fallus i Takin. El 1104 el poder va passar a Zahir al-Din Tughtegin, l'antic atabek de Duqaq, fundador de la dinastia burida. que el 1010 va donar el govern dels dos castells al general Gumushtegin al-Tadji que al seu torn les va concedir al seu mameluc Altuntash (1146/1147). Muin al-Din Unur, atabeg del darrer burida Mudjir al-Din Abak, va concedir la fortalesa de Salkhad a Mujahid al-Din Buzan al-Kurdi (1147-1160). El 1160 el va succeir el seu fill Muhammad ibn Buzan però el zengita Nur al-Din Mahmud (que governava Damasc des de 1154) va concedir Salkhad i Bosra a Sadik ibn Djawli (1160-1176) que fou succeït després per un nebot.
Saladí se'n va apoderar el 1187 després de la batalla d'Hattin. El 1193 la va cedir al seu fill al-Àfdal ibn Salah-ad-Din (1193-1196) que ja governava a Damasc des de 1186. Al-Àfdal va reforçar les fortificacions o n'hi va afegir de noves vers 1193 i 1194 (Bosra no fou arranjada fins vers 1196). El 1201 fou concedida a Zayn al-Din Karadja al-Salibi que fou confirmat pel governador de Damasc al-Àdil I. El seu fill Nasir al-Din Yakub el va succeir el 1208 i va governar fins a 1214. Al-Muàddham ibn al-Àdil, delegat del seu pare al-Àdil I a Damasc (on fou sultà 1218-1227) va deixar el govern de Salkhad al seu mameluc Izz al-Din Aybak al-Muazzami (1214-1247) que va ampliar la ciutadella i la mesquita i va construir dos caravanserralls. El feu en aquest temps estava format no solament per la fortalesa sinó també per un centenar de pobles en alguns dels quals també va fer construccions com un castell a al-Azrak (avui a Jordània), una mesquita i caravanserrall a Sala, una mesquita a al-Ayn, i una cisterna a Inak. Quan Aybak fou deposat el 1247 el feu fou administrat directament per prínceps aiubites: As-Sàlih Ayyub (1247-1249), Turan-Xah ibn as-Sàlih Ayyub (1249-1250), al-Àziz Muhàmmad (1250-1260) i al-Dhahir Ghazi (1260).
El 1260 fou atacada pels mongols que en foren expulsats per Baybars I. Els mamelucs van reactivar la fortalesa que fou restaurada el 1270 i 1271 per l'amir Balaban al-Afram; el 1280/1281 Qalawun va nomenar governador a Izz al-Din que altre cop va restaurar la fortalesa. La seva importància, com la de Bosra, va afluixar considerablement i fou lloc d'exili de mamelucs en desgràcia com per exemple l'exsultà al-Àdil Kitbughà que el 1297 hi fou enviat com a governador després de ser deposat. També hi foren enviats Izz al-Din Auybak al-Hamawi (deposat com a governador de Damasc) o els amirs Akkush al-Afram i Karasunkur al-Mansuri (aquestos dos es van refugiar a la cort mongola el 1312) i l'amir Akkush al-Ashrafi.
Encara que no com abans, va conservar certa importància durant tot el període mameluc. El 1421 hi fou enviat Jakmaq al-Dawadar, governador de Damasc, després de la revolta fracassada a la mort del sultà al-Màlik al-Muàyyad Abu-n-Nasr Xaykh al-Mahmudí adh-Dhahirí; el 1438/1439 se sap del nomenament com a governador d'un funcionari de nom Khalil al-Zahiri, que després va escriure una història dels mamelucs. Amb la conquesta otomana (1516) es va despoblar i no fou repoblada fins vers 1860 per refugiats drusos que fugien del Líban.